# Greenland (Film)
Greenland ist ein US-amerikanischer Katastrophenfilm unter Regie von Ric Roman Waugh aus dem Jahr 2020.

## Handlung
Der Komet Clarke nähert sich der Erde und Experten gehen laut den Berichten im Fernsehen zunächst davon aus, dass kleine Bruchstücke auf der Erde einschlagen werden, ohne größere Schäden zu verursachen.
Der Bauingenieur John Garrity hat sich nach einem Seitensprung von seiner Frau Allison entfremdet; zur Feier des Geburtstags ihres Sohnes Nathan geben sie aber eine gemeinsame Party in ihrem Haus in Atlanta, zu der auch Nachbarn eingeladen sind. Als John mit den Einkäufen für die Feier beschäftigt ist, fällt ihm die massive Militärpräsenz in den Straßen und in der Luft auf. Zudem erhält er eine automatisierte Nachricht vom Heimatschutzministerium, die besagt, dass seine Familie für eine Evakuierung an einen sicheren Ort auserwählt worden sei.
Während der Geburtstagsfeier erlebt die Feiergemeinschaft in den Fernsehnachrichten live, dass ein Bruchstück des Kometen nicht wie berechnet im Meer einschlägt, sondern die Stadt Tampa in Florida vernichtet. Die Druckwelle ist über hunderte Kilometer bis nach Atlanta zu spüren und lässt dort noch die Fensterscheiben bersten. Weitere Einschläge werden jetzt erwartet. John erhält eine weitere Nachricht des Heimatschutzministeriums mit einem persönlichen QR-Code, mit dem sich seine Familie schnellstmöglich an der Robins Air Force Base zur Evakuierung einfinden soll. Sie brechen umgehend mit dem Auto auf und müssen ihre Nachbarn, die nicht ausgewählt wurden, zurücklassen.
Schnell beginnt der Zerfall der öffentlichen Ordnung mit Plünderungen und Ausschreitungen. Vor dem Luftwaffenstützpunkt befindet sich eine große Ansammlung von Menschen, die nicht ausgewählt wurden, aber Zutritt zu den von dort startenden Evakuierungsflügen verlangen. Die Familie erhält ID-Armbänder, die ihnen den Zugang zu den Transportflugzeugen ermöglichen, stellt aber unmittelbar vor Abflug fest, dass sie das Insulin für Nathan im Auto vergessen hat. John verlässt allein den Militärstützpunkt, um es zu holen. Seine Frau muss währenddessen erfahren, dass keine Menschen mit Vorerkrankungen evakuiert werden und ihr an Diabetes erkrankter Sohn Nathan irrtümlich auf der Liste eingetragen wurde. Sie werden daher von den Evakuierungsflügen ausgeschlossen. Als sie den Stützpunkt verlassen, kommt es zu einem Zwischenfall und die Air Force Base wird von einem wütenden Mob gestürmt.
John ist in der Zwischenzeit mit dem Insulin zurückgekehrt, kann seine Familie aber nicht mehr finden. An Bord eines der Flugzeuge erfährt er, dass Menschen mit Vorerkrankungen von der Evakuierung ausgeschlossen werden. Er kann die Maschine noch verlassen, während der Mob die Basis stürmt. Es kommt zum Schusswaffeneinsatz und die Maschine, in der John war, explodiert durch ausgelaufenes und in Brand geratenes Kerosin.
Allison will sich mit ihrem Sohn zu ihrem Vater Dale nach Lexington, Kentucky durchschlagen und hinterlässt ihrem Mann im zurückgelassenen Auto eine Nachricht. Nachdem sie in einer bereits geplünderten Apotheke neues Insulin beschaffen konnte, findet sie eine Mitfahrgelegenheit bei Judy und Ralph Vento, die vorgeben, sie bis Knoxville, Tennessee mitzunehmen. Ralph Vento sieht jedoch in den ID-Armbändern der beiden Mitfahrer eine Möglichkeit, selbst evakuiert zu werden. Er entführt Nathan und raubt das Armband von Allison, die er am Straßenrand zurücklässt. Am McGhee Tyson Airport, von dem ebenfalls Evakuierungsflüge starten, geben sich die Ventos mit Nathan als eine Familie aus, doch als die Soldaten wegen des beim Raub beschädigten ID-Armbands Zweifel äußern und Ralph Vento selbst kein Armband vorweisen kann, verrät Nathan, dass die Ventos nicht seine Eltern sind. Judy und Ralph Vento werden daraufhin von der Militärpolizei verhaftet und Nathan wird von der FEMA in Obhut genommen.
John findet die Nachricht seiner Frau und will mit einer Mitfahrgelegenheit zu seiner Familie gelangen. Vom Mitfahrer Colin erfährt er, dass die Regierung überwiegend Menschen evakuiert, die ihnen aufgrund ihrer Fähigkeiten bei einem Wiederaufbau nach der Apokalypse hilfreich sein könnten. John wurde auserwählt, da er Bauingenieur ist. Er erfährt auch, dass die Evakuierungen nach Grönland erfolgen, wo das US-Militär Bunkeranlagen besitzt. Der Fahrer bietet ihm an, ihn und seine Familie nach Kanada zu fahren, von wo aus private Flüge nach Grönland stattfinden. Bei der Fahrt wird John jedoch von Mitreisenden aufgrund seines Armbandes attackiert, das ihn als Auserwählten ausweist. Seine Angreifer sind der Ansicht, nur gebürtigen US-Amerikanern solle eine Evakuierung zustehen und John ist ausländischer Herkunft. Aus dieser Situation entwickelt sich ein Kampf auf Leben und Tod, bei dem das Fahrzeug verunfallt. John kann sich nur retten, indem er einen seiner Angreifer tötet.
Er bricht in ein verlassenes Haus ein und erfährt aus den Nachrichten, dass das größte Bruchstück des Kometen in weniger als 24 Stunden in Europa einschlagen und dabei einen Großteil der Menschheit auslöschen wird. Er erhält dort auch die Bestätigung, dass die Evakuierungsflüge nach Grönland erfolgen. John borgt sich das Auto der Hausbesitzer und kann sich nach Lexington zu Allisons Vater durchschlagen.
Allison findet derweil eine neue Mitfahrgelegenheit, die sie zum McGhee Tyson Airport bringt, wo sie Nathan wiederfindet. Beide dürfen mit einem Bus des Militärs mitfahren und gelangen zu ihrem Vater Dale, woraufhin die Familie zueinander findet. John besteht darauf, die letzte Möglichkeit zur Rettung zu versuchen und über Kanada nach Grönland zu gelangen. Während Dale lieber in seiner Heimat sterben möchte, macht sich die Familie auf den Weg. Obwohl sie unterwegs im Upstate New York in einen Meteoritenhagel geraten, gelingt es ihnen, den Flugplatz in Kanada zu erreichen und an Bord der letzten, eigentlich überfüllten Maschine zu gelangen, die an dem Tag noch abheben kann. Über Grönland gerät das Flugzeug in einen Meteoritenschauer, doch den Piloten gelingt eine Notlandung in der Nähe der Militärbasis doch dabei verlieren beide Piloten ihr Leben. Die Passagiere erreichen den Militärstützpunkt in letzter Minute und werden vom Militär aufgenommen, während der Haupteinschlag in Westeuropa erfolgt.
Neun Monate später wird das Tor des Bunkers erstmals wieder geöffnet, nachdem sich die Aschewolke gelegt hat und keine Strahlung mehr messbar ist. Man sieht auf das verbrannte Land mit all den geschmolzenen Flugzeugen, die damals dort landeten. Aus Funksprüchen wird deutlich, dass es auch an anderen Orten der Erde Überlebende gibt. In der postapokalyptischen Ödnis sind bereits wieder Vögel unterwegs.
Die Kamera schwenkt über die Erde und man sieht gigantische Meteoriteneinschläge auf der ganzen Welt.

## Hintergrund
| Figur               | Darsteller      | Deutscher Sprecher |
| ------------------- | --------------- | ------------------ |
| John Garrity        | Gerard Butler   | Tobias Kluckert    |
| Allison Garrity     | Morena Baccarin | Melanie Hinze      |
| Dale                | Scott Glenn     | Uli Krohm          |
| C-17 Lademeister    | Kurt Yue        | Patrick Giese      |
| Ed Pruitt           | Gary Weeks      | Armin Schlagwein   |
| Judy Vento          | Hope Davis      | Gundi Eberhard     |
| Ralph Vento         | David Denman    | Dennis Schmidt-Foß |
| Staff Sergeant Ruiz | Mike Senior     | Peter Sura         |

Auf den schottischen Akzent des Hauptdarstellers Gerard Butler, der auch auf seine Rolle des John Garrity übertragen wird, wird in der englischen Originalfassung mehrfach Bezug genommen. So wird er in einer Szene gefragt, wo er geboren sei, bevor er angegriffen wird, und auf seiner Hochzeit in den USA habe seine Schwiegermutter einen Kilt getragen, damit er sich „heimisch“ fühle. In der deutschen Synchronisation finden die Dialoge zwar ebenfalls so statt, aber die Rolle wird ohne Akzent gesprochen, sodass dem deutschen Zuschauer der Zusammenhang entgeht.
Die Synchronisation übernahm die FFS Film- & Fernseh-Synchron in Berlin. Das Dialogbuch stammt von Tobias Neumann, die Dialogregie führte Sven Hasper.

## Rezeption
Der Film lief in den deutschen Kinos nur für kurze Zeit, da diese – nach Filmstart am 15. Oktober 2020 – ab 2. November 2020 bedingt durch die COVID-19-Pandemie erneut schließen mussten. In Belgien startete Greenland am 29. Juli, in Frankreich am 5. August und in Skandinavien am 12. August. Am 30. September gab das Studio bekannt, dass die Kinoauswertung in den USA abgesagt wurde und der Film ab 13. Oktober als Video-on-Demand veröffentlicht würde.
Greenland erhielt ein gutes Presseecho, was sich auch in den Auswertungen US-amerikanischer Aggregatoren widerspiegelt. So erfasst Rotten Tomatoes überwiegend positive Besprechungen und ordnet den Film dementsprechend als „Zertifiziert Frisch“ ein. Laut Metacritic fallen die Bewertungen im Mittel „Grundsätzlich Wohlwollend“ aus.
Richard Roeper vergab in der Chicago Sun-Times drei von vier Sternen und schrieb: „Im Gegensatz zu dem typischen, mit Effekten beladenen B-Movie, der den Planeten vom Kometen bedroht, ist Greenland eher Steven Spielbergs Krieg der Welten, mit dem Chaos und der Zerstörung als Hintergrund für die Geschichte des verzweifelten Überlebensstrebens einer Familie …“
IndieWire schrieb: „Durch den Verzicht auf Spektakel und die Konzentration auf das menschliche Ausmaß einer Krise wird Greenland zu einem der seltenen Katastrophenfilme, die sich realistisch anfühlen.“
Christian Klosz vom deutschsprachigen Online-Magazin Film plus Kritik lobte Greenland: „Der Katastrophen-Thriller von Ric Roman Waugh lässt sich als nahezu perfekter Mainstream-Film bezeichnen, der (ohne es gewusst zu haben) existierende Gefühle, Ängste und Stimmungen der Gegenwart aufgreift, plastisch darstellt und all das auf außerordentlich fesselnde und unterhaltsame Weise macht.“

## Fortsetzung
Eine Fortsetzung des Films wurde bereits 2021 unter dem Titel Greenland: Migration angekündigt. Die Produktion sollte ursprünglich bereits 2022 beginnen. Bereits damals wurde angekündigt, dass Gerard Butler und Morena Baccarin erneut in ihren Rollen auftreten werden, und dass auch
Drehbuchautor Chris Sparling und Regisseur Ric Roman Waugh wieder beteiligt sein würden.
Im Februar 2024 wurde bekannt, dass die Dreharbeiten im April 2024 in Großbritannien beginnen würden. Der Film soll inhaltlich insofern nahtlos an Greenland anknüpfen, als die Familie Garrity nach Verlassen des Schutzbunkers eine neue Heimat in einem verwüsteten Europa sucht. Mit einer Veröffentlichung wird 2025 gerechnet.